# شهرك ياسر (آبجدان)
شهرك ياسر (بالفارسية: شهرک یاسر) هي منطقة سكنية تقع في إيران في قسم آبجدان الريفي. يقدر عدد سكانها بـ 404 نسمة .